# Стража (округ Жиліна)
Стража (словац. Stráža) — село, громада округу Жиліна, Жилінський край, регіон Горне Поважіє. Кадастрова площа громади — 3,17 км².
Населення 689 осіб (станом на 31 грудня 2017 року).

## Історія
Стража згадується 1439 року.

## Географія
Протікає потік Кур.

## Населення
| Рік:            | 1994. | 2004.   | 2014.   | 2024.   |
| --------------- | ----- | ------- | ------- | ------- |
| Кількість осіб: | 636   | 657     | 676     | 686     |
| Різниця:        |       | +3,30 % | +2,89 % | +1,47 % |

| Рік:            | 2023. | 2024.   |
| --------------- | ----- | ------- |
| Кількість осіб: | 688   | 686     |
| Різниця:        |       | -0,29 % |